# Chongnyu-Brücke
Die Chongnyu-Brücke ist eine Straßenbrücke in der nordkoreanischen Hauptstadt Pjöngjang. Sie verbindet die Stadtbezirke Moranbong-guyŏk, Chung-guyŏk und Taedonggang-guyŏk, sowie die Ryongnamsa-Straße mit der Munsu-Straße mit einer Überführung über die Insel Rungna.
Die 450 Meter lange Schrägseilbrücke wurde in den Jahren 1989 bis 1994 erbaut. Damit ist sie die neueste der sechs Brücken, die in Pjöngjang über den Taedong-gang verlaufen und zugleich deren am nördlichsten gelegene.

## Sonstiges
Auf der Rückseite des 500-Won-Scheins von 1998 befindet sich ein Motiv der Chongnyu-Brücke.